# Exoristoides homeonychioides
Exoristoides homeonychioides är en tvåvingeart som först beskrevs av Townsend 1934.  Exoristoides homeonychioides ingår i släktet Exoristoides och familjen parasitflugor. Inga underarter finns listade i Catalogue of Life.